# Gregorio Nazianzeno
Gregorio Nazianzeno (in latino Gregorius Nazianzenus; in greco Γρηγόριος ὁ Ναζιανζηνός?, Grēgórios ho Nazianzēnós; detto anche Gregorio il Teologo; Nazianzo, 329 – Nazianzo, 25 gennaio 390 circa) è stato un vescovo e teologo greco antico; fu maestro di Girolamo. Venerato dalle Chiese cristiane, è riconosciuto dalla Chiesa cattolica come Dottore e Padre della Chiesa. È uno dei Padri cappadoci.

## Biografia
Nacque a Arianzo, cittadina presso Nazianzo in Cappadocia. Figlio di Gregorio e Nonna. Il padre, che era ebreo della setta degli Ipsistari, fu convertito dalla moglie al Cristianesimo e divenne vescovo di Nazianzo. Il fratello Cesario (morto nel 368) fu dottore presso la corte dell'imperatore Giuliano e governatore di Bitinia.
Gregorio, nato qualche anno dopo il concilio di Nicea nel quale si condannò l'eresia ariana, fu fortemente condizionato per tutta la vita dalle lotte che si scatenarono attorno alla definizione della vera natura della Trinità.
Studiò prima a Cesarea in Cappadocia, dove conobbe e divenne amico di Basilio, poi a Cesarea Marittima e ad Alessandria presso il Didaskaleion di cui era a capo Didimo il Cieco, infine, tra il 350 e il 358, ad Atene, sotto Imerio; qui conobbe il futuro imperatore Giuliano l'Apostata.
Raggiunse poi l'amico Basilio nel monastero di Annisoi, nel Ponto. Ma abbandonò presto questa esperienza per tornare a casa, dove sperava di condurre una vita ancora più ritirata e contemplativa. Nel 361 fu ordinato sacerdote suo malgrado, dal padre, Vescovo di Nazianzo. Dapprima reagì fuggendo, ma poi accettò di buon grado la decisione paterna. "Mi piegò con la forza", ricorderà nella sua autobiografia.
Nel 372 l'amico Basilio, allora vescovo di Cesarea, costretto dalla politica ariana dell'Imperatore Flavio Valente a moltiplicare il numero delle diocesi sotto la sua giurisdizione per sottrarle all'influenza ariana, lo nominò vescovo di Sasima. Gregorio non raggiunse mai la sua sede vescovile in quanto solo con le armi in pugno sarebbe potuto entrarvi. Morto il padre, tornò a Nazianzo, dove diresse la comunità cristiana.
Nel 379, salito al trono Teodosio I, Gregorio fu chiamato a dirigere la piccola comunità cristiana che a Costantinopoli era rimasta fedele a Nicea. Nella capitale dei cristiani di Oriente pronunciò i cinque discorsi che gli meritarono l'appellativo di "Teologo". Fu lui stesso a precisare che la "Teologia" non è "tecnologia", essa non è un'argomentazione umana, ma nasce da una vita di preghiera e da un dialogo assiduo con il Signore. Nel 380 Teodosio lo insediò vescovo di Costantinopoli e lo fece riconoscere come tale dal II Concilio Ecumenico nel maggio del 381.
Le discussioni conciliari furono quanto mai accese e lo stesso Gregorio fu accusato di occupare illegittimamente, in quanto vescovo di Sasima, la sede di Costantinopoli, a proposito ebbe a dire:
infine, confessandosi incapace di mediare tra le opposte fazioni, abbandonò il concilio nel giugno del 381 
Nell'autunno del 382 divenne vescovo di Nazianzo per poi, dopo un anno, ritirarsi in solitudine ad Arianzo, dove morì nel 390.

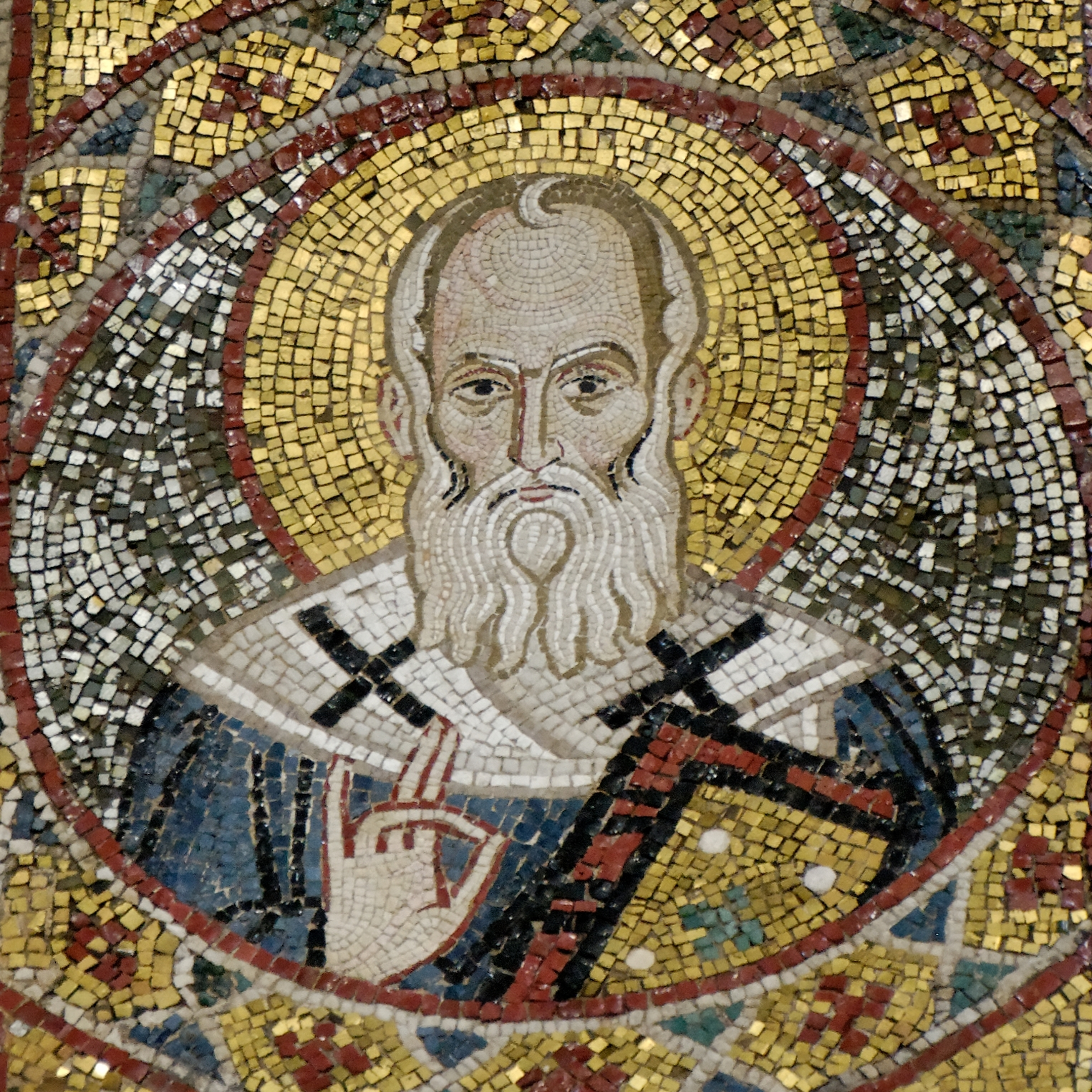
Mosaico alla Martorana di Palermo
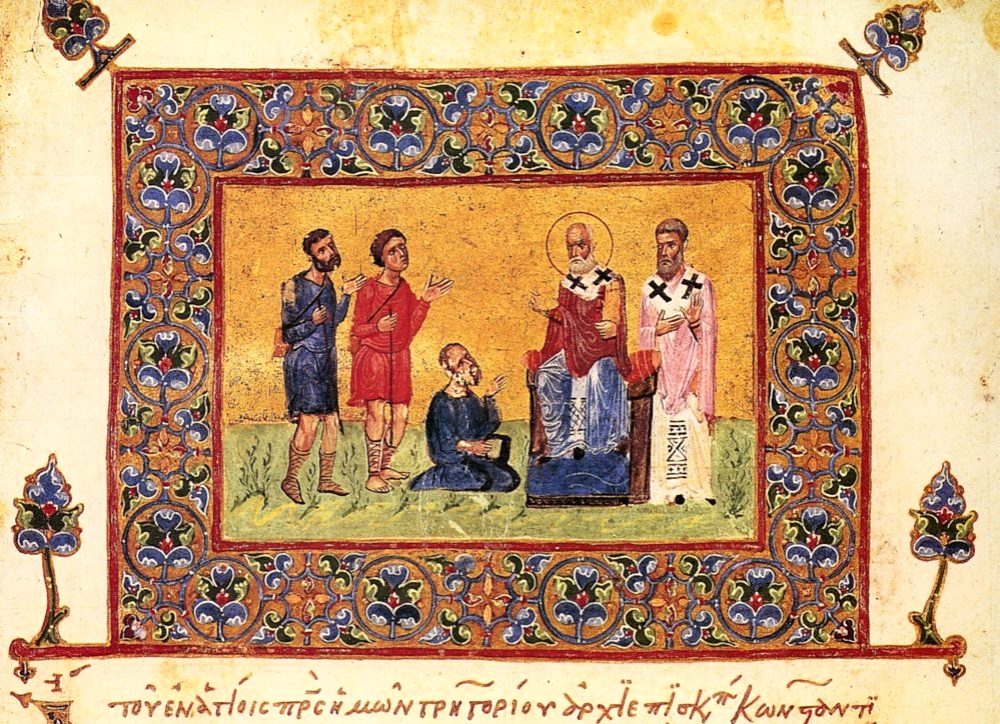
Le Omelie di san Gregorio
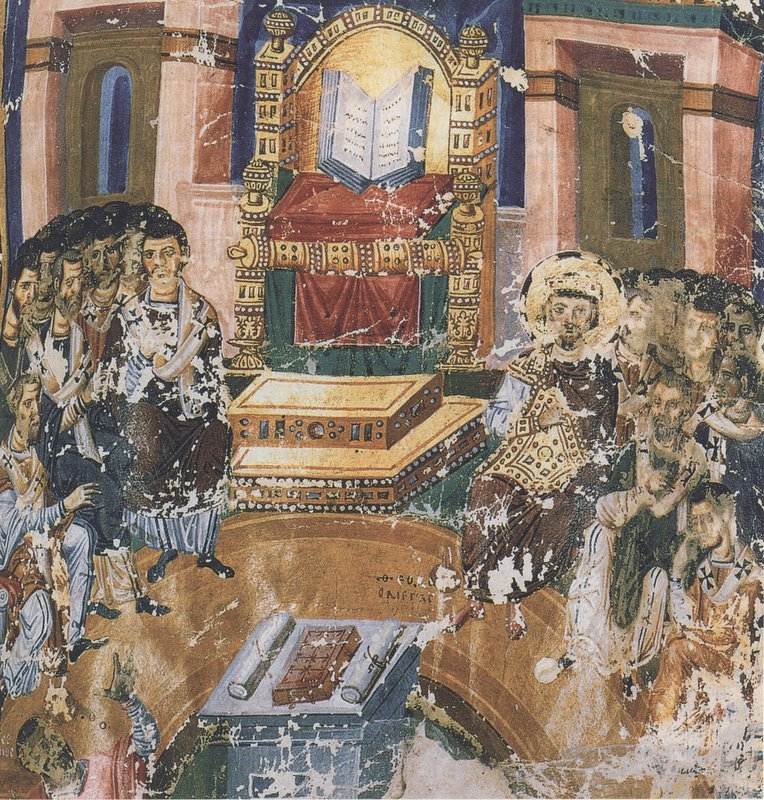
Il Primo Concilio di Costantinopoli (dalle Omelie)
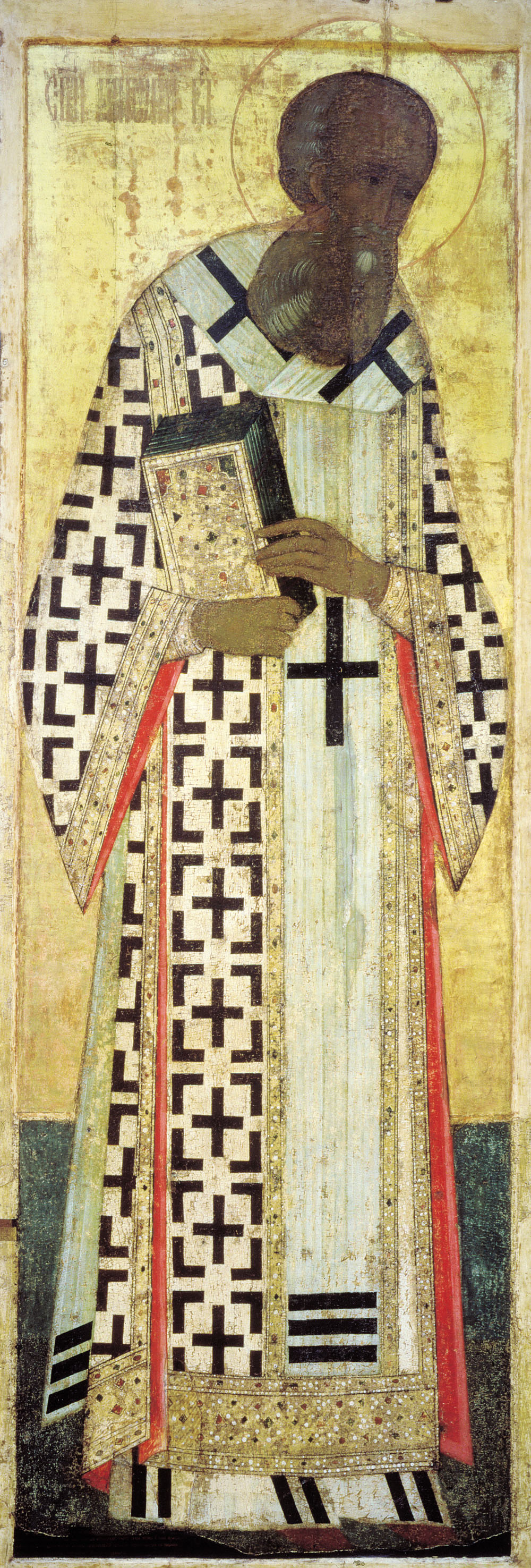
Icona dipinta da Andrej Rublëv
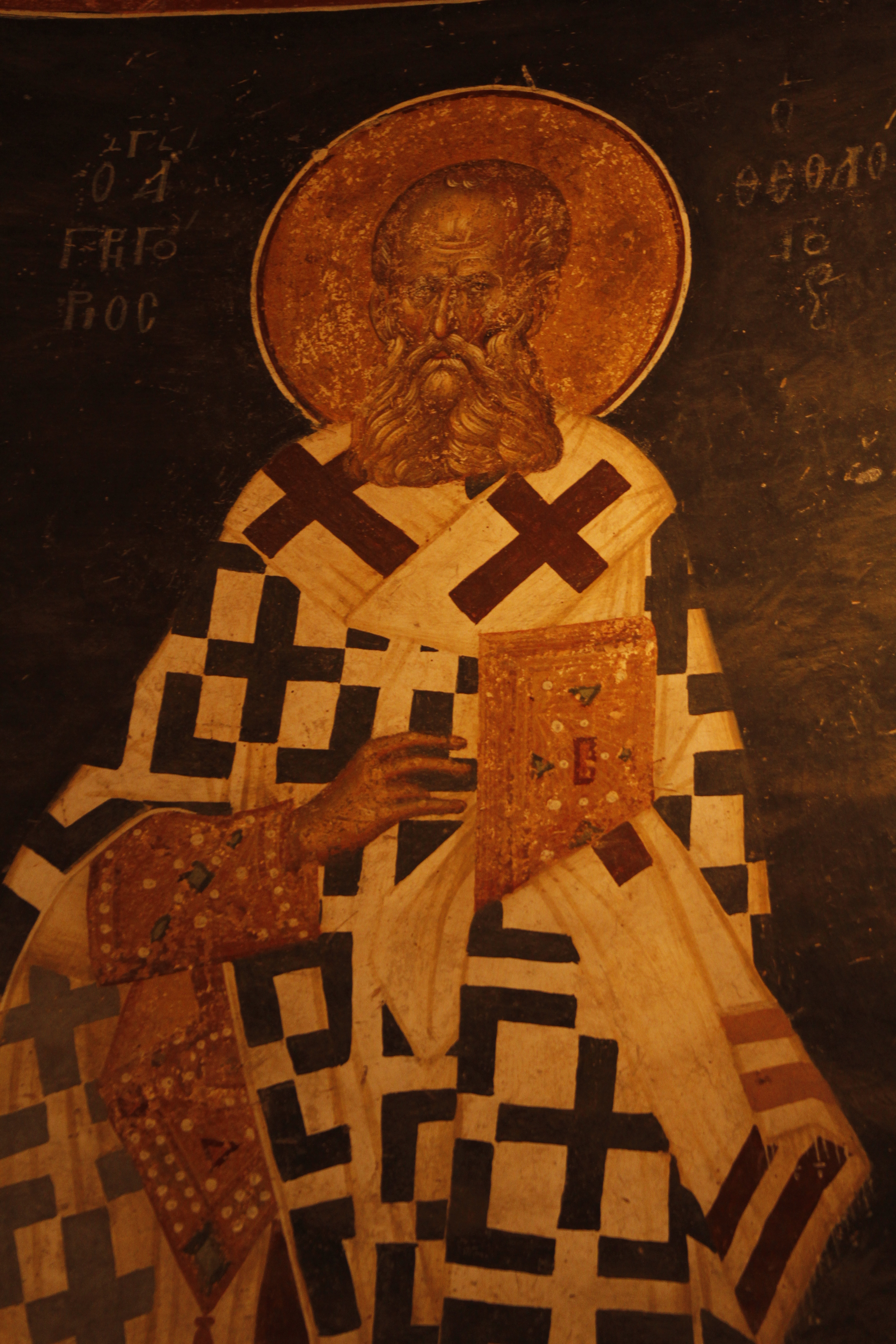
Affresco a Chora
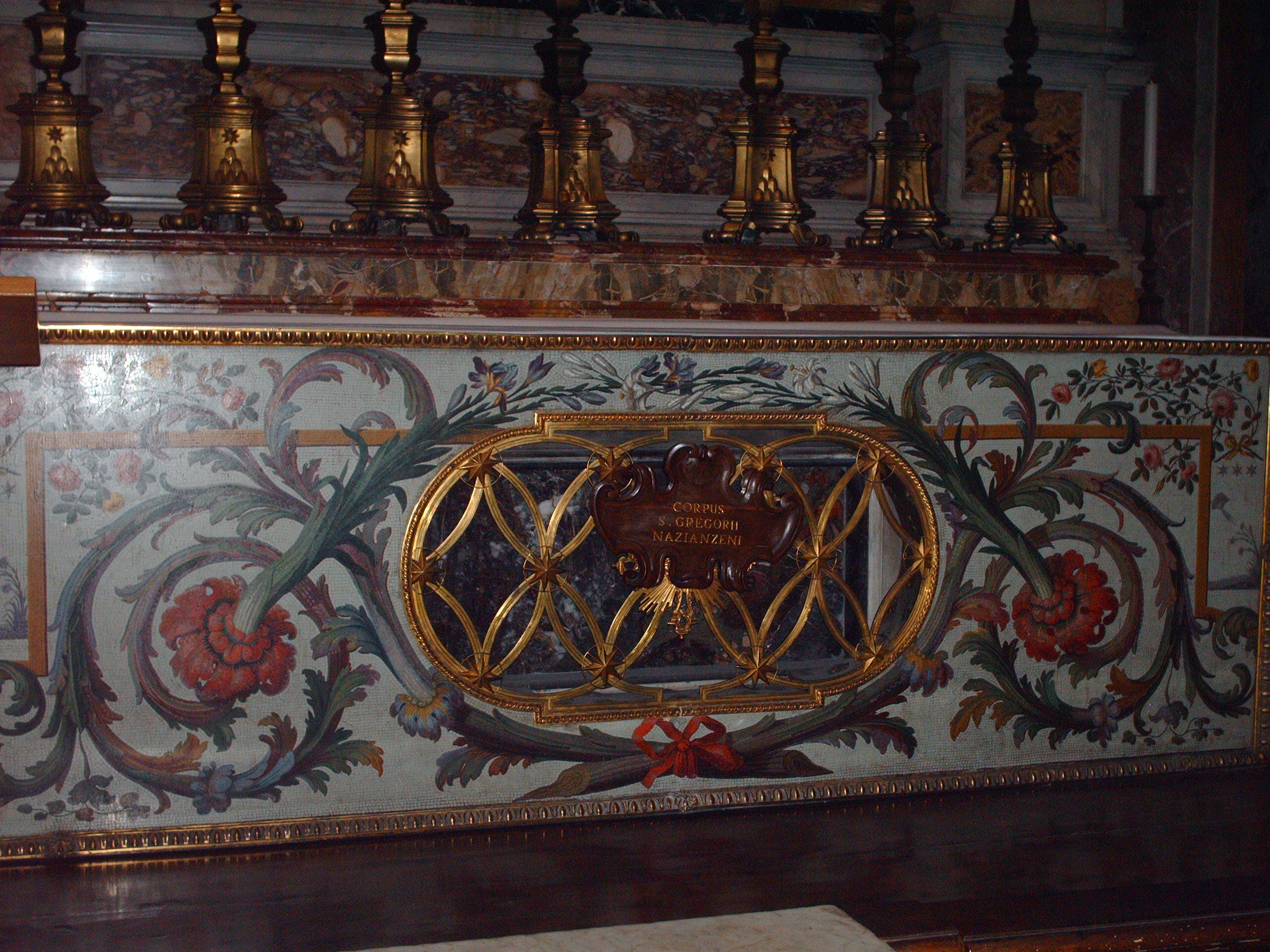
Tomba di san Gregorio nella basilica di San Pietro in Vaticano

## Culto
Proclamato Dottore della Chiesa nel 1568 da papa Pio V. È uno dei quattro grandi dottori della Chiesa orientale; dalla Chiesa ortodossa è salutato anche, con Basilio e Giovanni Crisostomo come uno dei "Tre Gerarchi".
La chiesa d'Oriente celebra in due date la sua festa: il 30 gennaio insieme a Basilio il Grande e Giovanni Crisostomo e il 25 gennaio da solo.
Nel calendario latino è festeggiato il 2 gennaio insieme a san Basilio e il 25 gennaio nel suo dies natalis.

### Reliquie
Le reliquie del santo vennero conservate per molti secoli nella chiesa di Tutti i Santi a Costantinopoli.
Secondo una tradizione attestata solo nel XVII secolo, le reliquie del Nazianzeno sarebbero giunte a Roma tramite alcune monache bizantine sfuggite alle persecuzioni iconoclaste dell'VIII secolo. Esse avrebbero deposto le reliquie dapprima nel monastero di Santa Maria in Campo Marzio a loro donato dal papa Zaccaria, monastero che poi assunse il nome di Santa Maria e San Gregorio; di lì furono traslate nella basilica di San Pietro in Vaticano nel 1580, per volere di papa Gregorio XIII, dove sono tuttora conservate.
Secondo un'altra tradizione, non confermata da fonti, le reliquie di san Gregorio sarebbero giunte a Roma all'epoca della quarta crociata, dopo il sacco di Costantinopoli del 1204.
Il 27 novembre 2004 papa Giovanni Paolo II ha fatto dono al patriarca Bartolomeo di Costantinopoli di una parte delle reliquie di san Gregorio Nazianzeno venerate in Vaticano.

## Opere
Gregorio ci ha lasciato un'opera letteraria vasta e varia la cui influenza sulla grecità bizantina a venire è stata amplissima, tanto da farne uno degli autori più citati dopo le Scritture. 
Celebre il corpus delle sue 45 orazioni (non tutte di certa attribuzione), cioè omelie retoricamente assai curate che risalgono per la maggior parte agli anni dell'episcopato costantinopolitano. Restano particolarmente famosi gli elogi funebri dell'amico Basilio di Cesarea (or. 43) e del padre Gregorio il Vecchio, un discorso in cui egli giustifica la sua scelta di lasciare il seggio di Sasima, nonché i due discorsi (orr. 4 e 5) contro l'imperatore Giuliano, destinati a influenzare grandemente il giudizio dei posteri sul sovrano. Oltre a questi, il corpus dei discorsi si compone di sermoni liturgici redatti per le principali festività tra cui la Pasqua, la Pentecoste, il Natale, l'Epifania; di discorsi d'occasione (oltre agli elogi funebri summenzionati, quello per Atanasio, per il fratello Cesario e la sorella Gorgonia), talora veri e propri manifesti catechetici. È invece con i celeberrimi cinque discorsi teologici (orr. 27-31) che Gregorio si guadagnò l'epiteto di "Teologo" (ὁ Θεολόγος), con cui questi è perlopiù noto presso le fonti bizantine e orientali. Tali discorsi furono redatti tra il 379 e il 380: sono tutti incentrati sulla definizione teologica della Trinità e sono spesso volti a contrastare le eresie trinitarie più diffuse nel IV secolo, vale a dire quella ariana, che negava la divinità di Cristo, quella degli Eunomiani, per i quali Cristo non ha la stessa essenza del Padre, e quella dei Macedoniani, che nega la piena divinità dello Spirito Santo. In questi scritti Gregorio si sforza di affermare l'unica natura delle tre Persone, che andrebbero quindi distinte solo per origine e rapporti reciproci.
Ci è altresì pervenuto un vasto Epistolario di 245 lettere, scritte tra il 383 e il 389. Alcune di queste lettere si discostano dalla dimensione meramente epistolare e sono più compiutamente inquadrabili nel genere del trattatello teologico: è il caso, segnatamente, delle cosiddette Epistole teologiche (ep. 101-102 e 202), dedicate a sconfessare l'eresia di Apollinare di Laodicea.
Andrà infine ricordato il cosiddetto Christus patiens, noto in italiano anche come La Passione di Cristo, un centone di versi dei tragici la cui attribuzione a Gregorio Nazianzeno è assai disputata e rigettata da larga parte della critica.

### Traduzioni italiane
- I cinque discorsi teologici: appendici, lettere teologiche, il mistero cristiano, poesie (Carmina Arcana), Roma, Città Nuova, 1986.
- Luigi Viscanti (a cura di), Fuga e autobiografia, Roma, Città Nuova, 1987.
- La Passione di Cristo, Roma, Città Nuova, 1990.
- Epitaffi, Epigrammi, Roma, Città Nuova, 2013. (raccoglie gli scritti non cristologici di Gregorio di Nazianzo)
- Claudio Moreschini (a cura di), Gregorio di Nazianzo, tutte le orazioni, Bompiani, 2000-2012.
- Carlo Truzzi (a cura di), Discorso funebre in onore di san Cesario di Nazianzo, medico, AGE, 1998.